# High Stakes and Dangerous Men
Albums de UFO
Ain't Misbehavin'
(1988) Walk on Water
(1995)
Singles
1. One of Those Nights
Sortie : 1992

High Stakes & Dangerous Men est le treizième album studio du groupe de hard rock anglais, UFO. Il sortit le 10 mars 1992 sur le label Griffin Records et fut produit par Kit Woolven.
Après sept années d'absence et d'innombrables changements de musiciens, Phil Mogg reforme le groupe avec son vieux compère Pete Way. Le guitariste Laurence Archer (ex-Stampede et Grand Slam) rejoint le groupe qui est complété par le batteur Clive Edwards. l'album renoue avec une musique plus rock et bluesy que ses deux prédécesseurs, la priorité est clairement donnée aux guitares (parfois slide), les claviers restant très discrets.

## Liste des titres
- Tous les titres sont signés par Phil Mogg, Pete Way, Laurence Archer sauf indication

1. Borderline - 5:17
2. Primed for Time - 3:22
3. She's the One - 3:44
4. Ain't Life Sweet (Mogg, Way, Archer, Edwards) - 3:42
5. Don't Want to Loose You - 5:37
6. Burnin' Fire - 4:02
7. Running Up the Highway - 4:09
8. Backdoor Man - 5:06
9. One of Those Nights - 4:11
10. Revolution - 4:06
11. Love Deadly Love - 4:53
12. Let the Good Times Roll - 4:12

## Musiciens
- Phil Mogg : chant
- Pete Way : basse
- Laurence Archer : guitares
- Clive Edwards : batterie, percussions

## Musiciens additionnels
- Don Airey : claviers
- Steve Lange : chœurs